# 喻致知
喻致知（？—1615年），字無知，號養徵，江西新建縣人，明朝政治人物、同進士出身。

## 生平
萬曆二十五年（1597年）丁酉科江西鄉試第七十九名舉人，三十二年（1604年）甲辰科會試第八十三名，廷試三甲一百六十四名進士。都察院觀政，萬曆三十三年，接替王以寧，擔任南直隶常州府宜興縣知縣，后由陳翼飛接任知縣。三十八年行取考选，四十年擢授南京工科给事中，四十二年差巡视京营，四十三年（1615年）卒。

## 家族
曾祖喻傑。祖父喻運。父喻尚斌，武舉。母朱氏。具慶下。兄致道；弟致和、致远、致廣、致大。娶譚氏。